# Il giovane erudito
Il giovane erudito (in tedesco Der junge Gelehrte) è una commedia del drammaturgo tedesco Gotthold Ephraim Lessing. 

## Storia
La commedia rappresenta uno dei primi lavori dell'autore (in precedenza aveva scritto Damon oder die wahre Freundschaft, ma si trattava di una rielaborazione di un lavoro di Holberg). Come riporta il sottotitolo Ein Lustspiel in drei Aufzügen verfertigt im Jahr 1747 ("una commedia in tre atti portata a termine nel 1747"), il dramma è stato scritto nel 1747. L'opera venne messa in scena per la prima volta a Lipsia nel 1748, quando Lessing aveva appena diciannove anni. La prima rappresentazione ebbe luogo tramite l'intervento della manager teatrale Friederike Caroline Neuber molto attiva in quegli anni. Il dramma fu poi pubblicato per la prima volta, qualche anno dopo, nell'edizione delle opere complete di Lessing (1752-1755).

## Trama
Il giovane erudito, Damis, aspetta con ansia di ricevere una lettera da parte di un amico. In questa lettera si aspetta di ricevere la notizia di aver vinto il concorso relativo alle Monadi bandito dall'accademia di Berlino. Spedisce dunque continuamente il suo servo, Anton, alle poste per verificare se la lettera finalmente è arrivata. Suo padre, Chrysander, sta progettando un matrimonio fra lui e la figlia adottiva, Juliane. Nonostante i due non si amino, non vogliono contraddire il padre e acconsentono al matrimonio. Juliane, però, era stata precedentemente promessa a Valer, amico di Damis, il quale prova davvero dei sentimenti per Juliane. Lisette, la servitrice di Juliane, vorrebbe che Juliane e Valer si sposassero e quindi cerca di convincere Damis a non sposare Juliane. Damis, nonostante non sia interessato né a Juliane, né alle donne in generale, non vuole contraddire il padre. Alla fine del terzo atto Damis finalmente riceva la tanto attesa lettera ma scopre di non aver vinto il concorso. Scopre inoltre che l'amico che aveva incaricato di consegnare il suo trattato non l'ha fatto perché reputava il suo lavoro come lontano da quanto richiesto dall'accademia di Berlino. Damis, invece di mettersi in discussione, va su tutte le furie, reagisce attraverso un'invettiva contro il popolo tedesco che secondo lui non è in grado di comprendere il suo genio. Damis decide di lasciare la Germania e Juliane e Valer possono dunque sposarsi.

## Personaggi
Questa commedia è composta da soli sei personaggi:
- Damis: un giovane erudito che rifiuta qualsiasi contatto con la realtà. Si tratta di un personaggio stereotipato, chiuso nella sua erudizione, che rappresenta la superbia.
- Chrysander: è il padre di Damis. Da giovane era stato a sua volta un erudito, ma poi è diventato un commerciante. Il rapporto con il figlio è di incomunicabilità totale.
- Juliane: figlia adottiva di Chrysander, devota al padre. Juliane è innamorata di Valer.
- Valer: amico di Damis innamorato di Juliane. Questo personaggio rappresenta la virtù, il valore e questo lo si intuisce anche dal nome stesso.
- Anton: servo di Damis. Presenta le tipiche caratteristiche del servo, è semplice, ma pratico.
- Lisette: servitrice di Juliane.